# Neoeptesicus andinus
Neoeptesicus andinus är en fladdermusart i familjen läderlappar som förekommer i norra Sydamerika. Den listades en tid som underart till Neoeptesicus brasiliensis men sedan 1990-talet godkänns den som art.

## Utseende
Kroppslängden (huvud och bål) är ungefär 55 mm, svanslängden 39 till 43 mm, underarmarnas längd cirka 42 mm och vikten 8,7 till 10,2 g. Honor är allmänt större än hannar. Håren på ovansidan har främst en svartbrun färg och spetsen är lite ljusare. Undersidans hår är mörkbruna med tanfärgade spetsar. Typisk är svarta öron och svart flyghud samt en väl böjd skalle. Den diploida kromosomuppsättningen består av 50 kromosomer (2n=50).

## Utbredning och ekologi
Arten lever i Anderna och i andra bergstrakter från norra Venezuela och Colombia till Peru. Dessutom finns en avskild population i låglandet i Bolivia. Fladdermusen vistas i regioner mellan 100 och 3 300 meter över havet. Antagligen har Neoeptesicus andinus samma habitat som andra arter av samma släkte.
Enligt ett fåtal studier jagar exemplaren under tre timmar direkt efter solnedgången efter olika insekter. De flyger ofta ovanför vattendrag eller vid andra vattenansamlingar. I Peru hittades en dräktig hona med ett embryo i augusti. I norra delen av utbredningsområdet hade honor mellan maj och augusti aktiva spenar. Ungdjur med flygförmåga registrerades i Ecuador i januari.

## Hot
Det finns inga allvarliga hot kända mot arten, och dessutom förekommer den i några naturskyddsområden. Internationella naturvårdsunionen (IUCN) listar Neoeptesicus andinus som livskraftig (LC).